# Todd Fisher
Todd Emmanuel Fisher (sinh ngày 24 tháng 2 năm 1958) là một diễn viên, diễn viên, giám đốc quay phim và sản xuất phim. Anh có một nền tảng chuyên nghiệp trong thiết kế kiến trúc và âm thanh kỹ thuật, có kinh nghiệm thiết kế và xây dựng âm thanh giai đoạn thu âm và truyền hình. Ông cũng là một điều hành kinh doanh, được biết đến như là cựu Giám đốc điều hành, chủ tịch và giám đốc tài chính của Debbie Reynolds Hotel & Casino (DRHC), Debbie Reynolds Management Company, Inc. và Debbie Reynolds Resorts, Inc. Tính đến  năm 2013, ông vẫn tiếp tục phục vụ như là giám đốc điều hành và người phụ trách của Hollywood Motion Picture Museum, được đặt tại Debbie Reynolds Studios (DR Studios) ở Bắc Hollywood và trang trại tại Ames, California.

## Sự nghiệp điện ảnh
Diễn xuất
- 1959: A Visit with Debbie Reynolds (phim ngắn) – vai em bé
- 1969: Debbie Reynolds and the Sound of Children (phim truyền hình) – vai hướng đạo sinh
- 1981: Nightlight (loạt phim đài TBN) – vai Reverend Hype
- 2001: These Old Broads (phim truyền hình) – vai Timothy

Chính ông
- 1963: Hollywood Without Make-Up (phim tài liệu)
- 2012: Hollywood Treasure

Quay phim
- 1988: Find Your Way Back: A Salute to the Space Shuttle (phim tài liệu)
- 1989: Blue Angels: A Backstage Pass (phim tài liệu)
- 2002: Cinerama Adventure (phim tài liệu)
- 2013: South Dakota

Đạo diễn
- 1991: Movie Memories with Debbie Reynolds (chương trình truyền hình – 12 tập)

Biên tập
- 1994: Twogether

Sản xuất
- 1994: Twogether
- 2017: Bright Lights: Starring Carrie Fisher and Debbie Reynolds (phim tài liệu HBO)